# Danity Kane
Danity Kane este o trupă americană de muzică R&B, legată cu casă de discuri Bad Boy Records. A fost formată în cea de-a treia serie a programului TV Making the Band și este alcătuită din cinci fete: Shannon Bex, Aundrea Fimbres, Aubrey O'Day, Dawn Richard și Wanita „D. Woods” Woodgette. Pe 27 ianuarie 2009, Richard a confirmat pentru MTV că formația nu mai există.

## Membrele grupului

### Shannon Bex
Shannon Rae Bex s-a născut pe 22 martie 1980 în Bend,Oregon.A început să danseze la vârsta de 3 ani.Este singura membră a grupului ce este căsătorită.Fiind cea mai matură dar și cea mai în vârsta din grup,colegele sale îi spun „mama grupului”.

### Aubrey O'Day
Aubrey Morgan O'Day s-a născut pe 11 februarie 1984 în San Francisco,California. Înca de la vârsta de 5 ani, Aubrey era pasionată de cântat. Toată lumea o cunoaște ca fiind o persoană făcută pentru a fi un star.

### D.Woods
Wanita Denise Woodgette s-a născut pe 7 iulie 1983 în Springfield, Massachusetts. Numele ei de scenă este D.Woods. A creat acest nume din inițiala celui de-al doilea nume al său și prescurtarea numelui de familie. Înainte de Danity Kane,a apărut în diferite videoclipuri ale artiștilor ca dansatoare.

### Aundrea Fimbres
Aundrea Aurora Fimbres s-a născut pe 29 iunie 1983 în Upland, California. Colegele îi spun Drea sau Dre. Este cunoscută pentru vocea ei puternică și personalitatea de învingătoare. Are o prietenie foarte strânsă cu Aubrey.

### Dawn Richard
Dawn Angelique Richard s-a născut pe 5 august 1984 în New Orleans, Louisiana. Familia ei a fost nevoită să se mute în Baltimore, Maryland, în urma Uraganului Katrina. În copilărie obișnuia să petreacă foarte mult timp la școala de dans a mamei sale. De aceea, i-a fost foarte greu să vadă acel loc complet distrus după uragan.

## Discografie

### Albume
- Danity Kane

- publicat: 22 august 2006
- poziții: #1 (SUA), #2 (SUA, listă R&B)
- vânzări: 1.123.000 (SUA)
- certificație RIAA: album de platină

- Welcome to the Dollhouse

- publicat: 18 martie 2008
- poziții: #1(SUA),#1(SUA,listă R&B)
- vânzări: 500.961(SUA)
- certificație RIAA: album de aur

- DK3

- publicat: 2014
- poziții:
- vânzări:
- certificație RIAA:

### Single-uri
| An   | Titlu                                  | Poziție în clasamente | Poziție în clasamente | Poziție în clasamente | Poziție în clasamente | Poziție în clasamente | Poziție în clasamente | Album                              |
| An   | Titlu                                  | U.S. 100              | U.S. Pop              | U.S. R&B              | CAN                   | GER                   | ROU                   | Album                              |
| ---- | -------------------------------------- | --------------------- | --------------------- | --------------------- | --------------------- | --------------------- | --------------------- | ---------------------------------- |
| 2006 | "Show Stopper" (împreună cu Yung Joc)  | 8                     | 12                    | 33                    | -                     | 27                    | -                     | Danity Kane                        |
| 2006 | "Ride for You"                         | 79                    | 55                    | 122                   | -                     | -                     | -                     | Danity Kane                        |
| 2006 | „Home for Christmas”                   | -                     | -                     | -                     | -                     | -                     | -                     | Nu a fost inclus pe nici un album. |
| 2008 | „Damaged”                              | 10                    | 5                     | 110                   | 26                    | -                     | -                     | Welcome to the Dollhouse           |
| 2008 | „Bad Girl” (împreună cu Missy Elliott) | 100                   | 61                    | -                     | -                     | -                     | -                     | Welcome to the Dollhouse           |
| 2014 | „Lemonade”                             |                       |                       |                       |                       |                       |                       | DK3                                |
| 2014 | „Rhythm of Love”                       |                       |                       |                       |                       |                       |                       | DK3                                |
| 2019 | „Neon Lights”                          |                       |                       |                       |                       |                       |                       |                                    |
| 2020 | „New Kings”                            |                       |                       |                       |                       |                       |                       |                                    |

- Melodia „Show Stopper” a fost scrisă de Angela Hunte, Krystal Oliver, Calvin Puckett, Frank Romano și James Scheffer,produsă de Jim Josin și îl are drept invitat pe Yung Joc.
- Melodia „Ride For You” este o baladă scrisă de Bryan Michael Cox, Kendrick „Wyldcard” Dean și Adonis Stropshire.
- Melodia „Home For Christmas” a fost scrisă și produsă de Dawn Richard.Melodia nu a fost inclusă pe albumul lor de debut, fiind înregistrată la doar câteva zile după lansarea acestuia.
- Melodia „Damaged” a fost scrisă de Micayle McKinney, Shannon „Slam” Lawrence, Jeremy Reeves, Ray Romulos, James Smith, Rose-Marie Tan, Wal și Jonathan Yip și a fost produsă de Stereotypes.
- Melodia „Bad Girl” a fost scrisă de Nathaniel Hills, Mary Brown, James Washington și Melissa Elliott, a fost produsă de Danja și o are drept invitată pe Missy Elliott.

### Videoclipuri muzicale
- Show Stopper

Videoclipul melodiei „Show Stopper” a fost regizat de Jessy Terrero și a fost filmat in diverse locații din Los Angeles, California în zilele de 27 și 28 iunie 2006.
Videoclipul începe cu membrii formației în studio-ul de înregistrări,ascultănd împreună cu Diddy melodia „Want it”(inclusă pe albumul lor). Diddy le spune să se duca la culcare, nu să petreacă în club dar fetele se pregătesc să iasă în oraș cu mașini scumpe. Videoclipul se termină cu Danity Kane dansând pe Bulevardul Hollywood.
Versiunea finală a videoclipului a avut premiera pe MTV, la Making The Video pe 4 august 2006.Videoclipul a atins poziția a doua la TRL, pe 8 septembrie 2006.
- Ride For You

Videoclipul melodiei „Ride For You” a fost regizat de Marcus Raboy și a fost filmat în diverse locații în Los Angeles, California în ziua de 3 noiembrie 2006.
Videoclipul le prezintă pe cele cinci fete în diferite anotimpuri. Acesta începe cu Aundrea Fimbres părăsindu-și casa într-o vară. După ce aceasta își cânta partea, Aubrey O'Day i se alătură într-un peisaj de început de toamnă și amândouă cântă corul mergând pe o stradă. În timpul părții lui Dawn Richard, Aundrea Fimbres și Aubrey O'Day i se alătură lui Dawn Richard la o plimbare pe stradă, sub o umbrelă, într-o zi ploioasă de toamnă. Cele trei merg într-un peisaj de iarnă unde le întâlnesc pe Shannon Bex și D.Woods. Toate cinci cântă corul și trec în primăvară, când începe și partea lui D.Woods. La sfârșitul videoclipului, toate fetele își întâlnesc iubiții și sunt date prim-planuri cu fiecare în anotimpul său.
Videoclipul a debutat la TRL pe 5 decembrie 2006, dar a ajuns doar pe locul 5 în topul TRL.
- Damaged

Videoclipul melodiei „Damaged” a fost regizat de Syndrome.
În acest videoclip fetele de la Danity Kane sunt prezentate dansând pe niște paturi, dar și în scene de coregrafie.
Spre sfârșitul videoclipului, paturile pe care fetele dansau iau forma unei inimi, care se dovedește a fi inima unui bărbat ce zace pe un pat de spital, într-o sală de operații, încercând să fie adus la viață de cinci doctori(Danity Kane). Videoclipul se termină în camera bărbatului, unde acesta se trezește și găsește un bilet pe care scrie „Tired of the damage-DK”.
Videoclipul a avut premiera pe 11 martie 2008 la TRL și a ajuns pe locul 3 în topul TRL. La mai puțin de 24 de ore de la premieră, videoclipul a ajuns pe locul 1 în clasamentul Most Viewed Music Video. Videoclipul are aproximativ 9 milioane de vizualizări pe YouTube.
- Bad Girl

Videoclipul melodiei „Bad Girl” a fost regizat de Erik White.
Conceptul videoclipului este acela de Graphic Novel și înfățișează exact ceea ce versurile melodiei sugerează : „When the red light comes on I transform”/„Când lumina roșie apare mă transform” ,fiecare din fete având un alter ego.
- Aubrey O'Day este interogată de către un detectiv și își aclamă nevinovăția.„When the red light comes on”/„Când lumina roșie apare”, Aubrey O'Day se transformă și evadează.

- D.Woods este o dansatoare ce își încântă clientul. „When the red light comes on”/„Când lumina roșie apare”, D.Woods se transformă,îl bate pe client și îi ia toți banii.

- Dawn Richard este prizonieră în laboratorul doctorului Q.„When the red light comes on”/„Când lumina roșie apare”, Dawn Richard îl sugrumă pe doctor.

- Aundrea Fimbres este sechestrată într-o cameră de către un bărbat. Aceasta are mâinile legate dar, „When the red light comes on”/„Când lumina roșie apare”, ea se transformă, se dezleagă și îl bate pe bărbat.

- Shannon Bex este o motociclistă ce merge noaptea prin „Orașul Gotic”. Shannon Bex își dă seama că este urmărită de alt motociclist și „When the red light comes on”/„Când lumina roșie apare”, ea îl dă jos de pe motoclicletă.

În videoclip apar de asemenea și Missy Elliot, melodia fiind un featuring cu aceasta, Qwanell, unul din membrii formației Day26 și Talan Torriero din show-ul de televiziune Laguna Beach: The Real Orange County .
Videoclipul a avut premiera pe 25 iulie 2008, pe FNMTV.

## Turnee
- 2006/2007-Back to Basics Tour

Danity Kane cânta în deschidere pentru Christina Aguilera următoarele melodii:
1. One Shot
2. Heartbreaker
3. Ride for You
4. Ooh Ahh/Sleep On It/Hold Me Down/Right Now Medley
5. Show Stopper

- 2008-The Making The Band Tour

Acest turneu este realizat de Danity Kane împreună cu Day26 și Donnie Klang(câștigători Making The Band 4).Invitata specială este Cheri Dennis.
Danity Kane cântă următoarele melodii:
1. Bad Girl
2. Strip Tease
3. Lights Out
4. Right Now
5. Sucka For Love (doar în show-urile din Las Vegas, San Diego și Los Angeles)
6. Ecstasy
7. Pretty Boy
8. Secret Place (Interlude)
9. Poetry
10. Show Stopper
11. Damaged

## Premii
| An   | Premiu                                                                                       |
| ---- | -------------------------------------------------------------------------------------------- |
| 2006 | Urban Music Award Câștigat la categoria "Best Group - Female"                                |
| 2007 | Poptastic Award Nominalizat la categoria "Best Ringtone (pentru melodia "Show Stopper")"     |
| 2007 | Soul Train Music Award Nominalizat la categoria "Best R&B/ Album Group, Band or Duo"         |
| 2008 | BET Award Nominalizat la categoria "Best Group"                                              |
| 2008 | Teen Choice Award Nominalizat la categoria "Best R&B Track (pentru melodia "Damaged")"       |
| 2008 | MTV Video Music Awards Nominalizat la categoria "Best Pop Video (pentru "Damaged")"          |
| 2008 | MTV Video Music Awards Nominalizat la categoria "Best Dancing In a Video (pentru "Damaged")" |